# Manfred Renz
Manfred Renz (* 9. August 1952 in Saulgau) ist ein deutscher Landes- und Kommunalpolitiker der Grünen.
Auf sein Abitur 1972 folgten der Grundwehrdienst und der Zivildienst. Von 1973 bis 1979 studierte er und schloss mit dem Titel Diplom-Geograph ab.
1984 wurde er in den Gemeinderat von Eningen unter Achalm gewählt. 1989 wurde er wiedergewählt und dazu in den Kreistag des Landkreises Reutlingen gewählt. Er saß von 1992 bis 1996 über ein Zweitmandat des Wahlkreises Reutlingen im Landtag von Baden-Württemberg. Er war Mitglied im Wirtschafts- und im Petitionsausschuss. 1994 wurde er im Gemeinderat und Kreistag wiedergewählt.
Von 1996 bis 2004 war er Bürgermeister von Bad Herrenalb, wo er jedoch nicht wiedergewählt wurde. Im Februar 2003 kandidierte er bei der Oberbürgermeisterwahl in Reutlingen und erreichte im ersten Wahlgang 16,5 % der Stimmen. Bei der Bürgermeisterwahl in Weinsberg im Februar 2004 trat er ebenfalls an, scheiterte aber mit 13,31 % der Stimmen im ersten Wahlgang. Im Februar 2005 erreichte er bei der Oberbürgermeisterwahl in der Stadt Ostfildern im Landkreis Esslingen mit 13,8 % im ersten Wahlgang den dritten Platz.